# Batzhausen
Batzhausen ist ein Ortsteil von Seubersdorf in der Oberpfalz, einer Gemeinde im Landkreis Neumarkt im Oberpfälzer Jura in der Oberpfalz. Der Ort hatte im Dezember 2024 947 Einwohner.

## Geschichte
Das Pfarrdorf ist seit dem 13. Jahrhundert urkundlich erwähnt. Die frühesten Belege finden sich in den Akten des Spitals Neumarkt, wo der Ort bis um 1340 meistens Pautzhausen oder Pautshaußen geschrieben wurde.
Fraglicher Adelssitz vor 1390
Die Geschichte eines seit dem 13. Jahrhundert nachweisbaren, dem Bistum Eichstätt lehenbaren Edelsitzes muss noch näher erforscht werden. Die 1280/86 zitierten Heinrich (der Ältere) von Buchfeld und danach seine Söhne Albert, Heinrich (der Jüngere) und Konrad sind nicht nachweisbar. Im Gegenteil wird in einem Akt des Spitals Neumarkt von 1286/87 nur eine Bauernfamilie Alber genannt, die einen Hof als Lehen der Herren von Absberg besaß. Auch die ältesten Lehnbücher des Hochstifts Eichstätt kennen keinen solchen Sitz.
Der Adelssitz der Wirnt (1393–1520)
Die Dorf- und Gemeindeherrschaft oblag später, seit etwa 1390, den Wirnts, wie M. Jehle anschaulich gezeigt hat. Der adelige Sitz von Batzhausen lässt sich seit 1393 nachweisen und hatte nur wenig Zubehör im Dorf: neben dem Bauernhof nur die Gaststätte (Tafern), die Schmiede, Badstube, das Hirtenrecht, Anteile am Zehnten und ein Waldstück am Göschberg. Trotz ihrer bescheidenen wirtschaftlichen Verhältnisse konnte die aus Möning bei Freystadt zugezogene Niederadelsfamilie Wirnt die Ortsgeschichte über fünf Generationen von 1393 bis 1520 mitprägen und stellte mit Stefan (1468–1480) auch einen Ortspfarrer. Es bleibt unklar, inwieweit auch sie vom Landshuter Erbfolgekrieg getroffen wurden. Zumindest von den vier Seligenportener Klosterhöfen lag 1524 immer noch einer öde.
Nach einem alten Velburger Bericht von 1600 waren in der Batzhausener Kirche Glasfenster der Wirnt und ihrer Nachfolger, der Hemberger vorhanden.
Frühe Geschichte der Pfarrei
Die Geschichte der alten Pfarrei Batzhausen hat F. X. Buchner bereits 1937 übersichtlich dargestellt. 1454 verklagte der Gotteshausmeister Schuller den Neumarkter Heinz Kraft, weil dieser die Lieferung von 600 Ziegeln schuldig geblieben war. Das spricht für Umbaumaßnahmen am Dach der Kirche.
Aus dem ältesten erhaltenen Eichstätter Visitationsbericht von 1480 ergibt sich, dass die Orte Waldhausen und Pirkach zu dieser Zeit schon zur Pfarrei Batzhausen gehörten.
Mit dem Verkauf des Patronatsrechtes durch den Wolfsteiner-Erben Eustach von Lichtenstein an den Velburger Stadtherrn Wiesbeck 1541 wurde die Grundlage für die Reformation gelegt. Allerdings vollzog sich diese aus politischen Gründen nicht so geradlinig, wie manchmal vermutet wird. Wohl erst 1574 wurde die Religionsfrage von Pfalz-Neuburg so bis zur Rekatholisierung des Ortes im Jahr 1619 geklärt.
Stärkere Ausrichtung auf Velburg
Die Familie Hemberger hatte den Batzhausener Adelssitz nur wenige Jahre inne und verkaufte ihn bereits 1538 an Pfalzgraf Philipp, der damit auch den Zehnten und alle wesentlichen Rechte im Dorf einschließlich des Kirchweihschutzes erwarb. Damit entstanden allerdings bald Streitigkeiten mit dem Velburger Stadtherrn Hans Adam Wiesbeck, bis der schließlich 1554 den Adelssitz selbst erwerben konnte. Damit waren die wesentlichen Rechte in Velburg in einer Hand, aber die Streitigkeiten mit dem Landesherrn Pfalz-Neuburg dauerten über viele Jahre an und endeten erst mit dem Aussterben der Wiesbeck 1574 und den Heimfall an Neuburg.
1591 brannte der Ort Batzhausen ab, aber bereits 1595 waren 37 Häuser wieder aufgebaut. Eine der ältesten Ortsansichten stammt aus der pfalzgräflich-neuburgischen Amtsbeschreibung von Velburg um 1600 und zeigt neben der Kirche und einigen Bauernhöfen das verfallene Schloss (ohne Dach) und die um 1800 abgerissene Kapelle St. Jobst am südöstlichen Ortsende.
Das Batzhausener Schloss wurde im Jahre 1700 endgültig abgerissen. Teile hiervon dürften zusammen mit Quadern der Adelsburg zum Bau der Wallfahrtskirche Maria Hilf im Jahr 1755 verwendet worden sein.
Batzhausen litt außerordentlich an den länger als zwei Jahrzehnte andauernden, nur von zweifelhaften Waffenstillstandsabkommen unterbrochenen Kriegswirren der napoleonischen Zeit. Die Kaiserlichen waren aus Wien in die Oberpfalz eingerückt, um dem Vormarsch der Franzosen auf ihre Hauptstadt frühzeitig zu begegnen. Im Jahr 1796, gegen Ende des Ersten Koalitionskrieges tobte dabei rund um Batzhausen ein heftiger Kampf zwischen österreichischen und französischen Truppen. Hierbei wurden bei der Schlacht von Deining am 20./22. August 1796 die Franzosen bis nach Deining zurückgeworfen. Die sogenannten Franzosen-Löcher in der Boxlohe und im Zieger, südöstlich von Batzhausen, sind mehrere hundert Vertiefungen mit einem Durchmesser von jeweils bis zu zehn Metern. Diese wurden damals von den französischen Truppen genutzt und erweitert. Entstanden sind die Vertiefungen jedoch durch den früheren Abbau von Bohnerzen (Eisenstein).
In den Jahren 1818/21 entstand die politische Gemeinde Batzhausen. Ab 1830 kamen die Orte Waldhausen und Klingelmühle zu Batzhausen. Dies blieb so bis zur Eingliederung in die Gemeinde Seubersdorf am 1. Mai 1978.
Batzhausen war in den Jahren 1840 und 1887 von weiteren verheerenden Bränden betroffen.
Der Bau der Bahnstrecke Nürnberg–Regensburg begann im Ortsbereich Batzhausen im Jahre 1870. Die anfangs nur geringe Zahl der Arbeiter stieg in diesem Sektionsabschnitt nach und nach auf fast 400 an (mehr als Einwohner in Batzhausen lebten). Einige von ihnen fanden Privatquartiere, der weitaus größte Teil allerdings hauste in primitiven großen Barackenkasernen an drei verschiedenen Plätzen außerhalb des Ortes.
Im Jahr 1925 wurde in Batzhausen die erste Wasserleitung gebaut.